# Paratimea constellata
Paratimea constellata är en svampdjursart som först beskrevs av Topsent 1893.  Paratimea constellata ingår i släktet Paratimea och familjen Hemiasterellidae. Inga underarter finns listade i Catalogue of Life.